# كاتارزينا بيتر
كاتارزينا بيتر (بالبولندية: Katarzyna Piter) مواليد 16 فبراير 1991 في بوزنان، هي لاعبة كرة مضرب بولندية بدأت مسيرتها كمحترفة سنة 2006 تلعب باليد اليمنى وتحتل حالياً المرتبة رقم. 249 (22 فبراير 2016) في تصنيف رابطة محترفات كرة المضرب. أعلى تصنيف لها في الفردي كان المركز الـ 95 في سنة 2014.

## الخط الزمني للأداء
مفتاح
| ف | ن | ن.ن | ر.ن | د# | د.م | ل | أ.أ | ت | غ | ب | ف | ذ | م.خ | ل.ت |

(ف) فاز بالبطولة (ن) وصل النهائي (ن.ن) نصف النهائي (ر.ن) ربع النهائي (د#) الأدوار الأربعة الأولى (د.م) دور المجموعات (ل) شارك في كأس ديفيز (أ.أ) خرج من الأدوار الاولى (ت) خسر التصفيات التأهيلية (غ) غاب عن الحدث أو البطولة (ب) حصل على ميدالية برونزية (ف) حصل على ميدالية فضية (ذ) حصل على ميدالية ذهبية (م.خ) بطولة الماسترز خُفضت إلى مرتبة أقل (ل.ت) البطولة لم تعقد في السنة المعينة.
لتجنب الارتباك وازدواجية الحساب، يتم تحديث هذه المعلومات إما في نهاية البطولة، أو عندما تكون مشاركة اللاعب في البطولة قد انتهت.

### الفردي
| دورات الجراند سلام |     |     |     |
| أستراليا المفتوحة  | د1  | ت3  | 0–1 |
| فرنسا المفتوحة     | د1  |     | 0–1 |
| بطولة ويمبلدون     | د1  |     | 0–1 |
| أمريكا المفتوحة    | د1  |     | 0–1 |
| فوز-خسارة          | 0–4 | 0–0 |     |

## روابط خارجية
- كاتارزينا بيتر على موقع رابطة محترفات التنس (الإنجليزية)
- كاتارزينا بيتر على موقع الاتحاد الدولي لكرة المضرب (الإنجليزية)
- كاتارزينا بيتر على موقع كأس بيلي جين كينغ (الإنجليزية)
- كاتارزينا بيتر على موقع بطولة ويمبلدون (الإنجليزية)
- كاتارزينا بيتر على موقع خلاصة التنس.كوم (الإنجليزية)
- كاتارزينا بيتر على موقع إي إس بي إن.كوم (الإنجليزية)